# Rob Lowe
Robert Hepler Lowe (Charlottesville, Virginia, 17 de marzo de 1964), conocido como Rob Lowe, es un actor de cine y televisión estadounidense.

## Biografía
Nacido el 17 de marzo de 1964 en Charlottesville, Virginia, pronto su familia se mudó a Dayton, Ohio.
Desde muy niño, empezó a trabajar como modelo y en sus inicios la interpretación teatral. A los 8 años debutó en los escenarios y a los 12 años, participó en más de 30 obras. Cuando se separaron sus padres, Rob y su hermano menor, también actor, Chad Lowe se trasladaron a Malibú y asistieron a una escuela de Santa Mónica donde conocieron a Sean Penn y Emilio Estévez.

## Carrera
En 1983, consiguió un papel en el filme Rebeldes dirigido por Francis Ford Coppola y basado en la novela homónima de Susan E. Hinton. Por su atractivo físico, Lowe hizo de "rompecorazones" y participó en otras películas donde siempre era el galán.
Interpretó a un discapacitado mental que se enamora de una joven Winona Ryder en Square Dance.
En general sus actuaciones son papeles de personajes rodeados de un aura de maldad y sensualidad que corrompe a su alrededor.
En 1988, Lowe se vio envuelto en controversia y su carrera decayó al salir a la luz una cinta de vídeo de sus relaciones sexuales con una mujer que resultó ser menor de edad. Los tribunales lo condenaron a 20 horas de servicio a la comunidad en Ohio. Era un personaje recurrente en la prensa rosa y tuvo un idilio con la princesa Estefanía de Mónaco.
Lowe tuvo también problemas con las drogas, comportamiento indebido y el alcohol. Superar esta crisis profesional no fue fácil, ya que la industria del cine de Hollywood le condenó más duramente que los tribunales y lo marginó por sus vicios.
En 1991, se casó con Sheryl Berkoff, una maquilladora con la que tuvo 2 hijos.
En 1994 destacó en su interpretación de Nick Andros en la miniserie Apocalipsis dirigida por Mick Garris y basada en la novela homónima de Stephen King.
Tiene una nominación a los Premios Emmy como mejor actor en una serie dramática por su papel de Sam Seaborn en el drama de la NBC, El ala oeste de la Casa Blanca. Además, Lowe ha debutado con gran éxito de público y crítica, en el West End londinense, con la obra de Aaron Sorkin, A Few Good Men.
En años recientes ha tenido la oportunidad de participar en varias series para la televisión, en algunos casos de manera simultánea, interpretando a diversos personajes como a Eddie Nero en la serie de Showtime Californication y a Chris Traegger en la sitcom de la NBC Parks and Recreation, Father Jude en You Me and the Apocalypse o como rol principal como Dean Sanderson en The Grinder o Dazzle Novak en Moonbeam City e incluso a Simba como actor de doblaje para la serie The Lion Guard. Actualmente interpreta al Dr. Ethan Willis Code Black. En 2018 participó en la Super Troopers 2 secuela de Super Troopers en el papel de Guy Le Franc. En el año 2020 empezó a interpretar el papel protagónico del bombero Owen Strand en la serie ’’9-1-1 Lone Star’’

## Filmografía
- Asesino a sueldo (1981)
- Rebeldes (1983)
- Class (1983)
- Oxford Blues (1984)
- Hotel New Hampshire (1984)
- St. Elmo's Fire (1985)
- Youngblood (1986)
- About Last Night (1986)
- Square dance (1987)
- Masquerade (1988). Película de misterio y romance, dirigida por Bob Swaim y protagonizada por Rob Lowe, Meg Tilly, Kim Cattrall y Doug Savant.
- Bad Influence (1990)
- If the Shoe Fits (1991)
- Wayne's World (1992)
- Apocalipsis (1994)
- Frank & Jesse (1994)
- Tommy Boy (1995)
- First Degree (1996)
- El último héroe (1997)
- Contacto (1997)
- Austin Powers: International Man of Mystery (1997) (cameo)
- Asesinato por engaño (1997)
- Austin Powers: The Spy Who Shagged Me (1999)
- Atomic Train (1999)
- Jane Doe (2001)
- Tocando el cielo (2002)
- Proximity (2002)
- Perfect Strangers (2004)
- Salem's Lot (2004)
- Gracias por fumar (2006)
- Un día perfecto (2006)
- Brothers & Sisters (2006-2010) (Robert McCallister)
- Padre de familia (un capítulo en 2009)
- The Invention of Lying (2009)
- Californication (2011)
- I Melt with You (2011)
- La Vengativa y los 3 Ingenuos (2012)
- Parks and Recreation (2010-2012)
- Behind the Candelabra (2013)
- Killing Kennedy (2013)
- Prosecuting Casey Anthony (2013) (telefilm producido por Fox Television Studios y Lifetime TV)
- Sex Tape (2014)
- The Interview (2014)
- Monster Trucks (2015)
- Beautiful and Twisted (2015)
- You, Me and the Apocalypse (2015) (serie de televisión) Padre Jude Sutton
- The Grinder (2015-2016) (serie de televisión)
- How to Be a Latin Lover (2017)
- Super Troopers 2 (2018)
- Holiday in the Wild (2019)
- Wild Bill (2019)
- 9-1-1: Lone Star (2020-)
- Perro perdido (2022)
- Unstable (2023)